# Baltazzi
Baltazzi war der Name einer griechisch-österreichischen Familie. Die Baltazzis stammten aus Smyrna, wo sie eine Bank betrieben, später ließen sie sich in Wien nieder. Theodor Baltazzi hatte um 1850 im Osmanischen Reich als Bankier die Gunst des Sultan Abdülmecid I. gewonnen. Als Finanzberater wurde er durch die Einnahmen der Mautgebühr für die Galatabrücke in Konstantinopel vermögend. Mit seiner englischen Frau Eliza Sarell hatte er insgesamt zehn Kinder.
Die begüterte Familie Baltazzi hatte aufgrund des außerordentlichen Reittalents der vier Söhne, Aristide, Alexander, Hector und Henri (Heinrich), Aufnahme in die höchsten gesellschaftlichen Kreise gefunden. Sie waren gern gesehene Gäste und Teilnehmer auf den Turfplätzen Europas. Die Reiter genossen die Sympathien des britischen Thronfolgers Eduard VII. sowie der reitbegeisterten Kaiserin Elisabeth von Österreich-Ungarn, mit der sie durch ihre Schwester Marie in Bayern anlässlich einer Jagd auf Belvoir Castle bekanntgemacht worden waren.
Alexander und Aristide besaßen gemeinsam das berühmte Rennpferd Kisbér. Sie gewannen 1876 das englische Epsom Derby und wurden bekannt als Baltazzi brothers. Ihr Bruder Hector, berühmt als Hindernisreiter und Österreichs weitaus größter Amateur-Jockei des 19. Jahrhunderts, lebte ab ca. 1895 bis Kriegsbeginn 1914 in Paris, von wo er nach Österreich zurückkehren musste; er starb in Wien während eines Besuchs des Jockeyklubs für Österreich.
Auch Helene Vetsera begleitete ihre Brüder gerne auf den Jagden und war unter anderem auch Teilnehmerin an den kaiserlich-königlichen Jagdgesellschaften auf Schloss Gödöllő, dem ungarischen Jagdsitz von Kaiserin Sisi. Trotz Helenes Heirat mit dem österreichisch-ungarischen Diplomaten Baron Albin Vetsera 1864 und ihrer guten Kontakte zur aristokratischen Gesellschaft in Wien gelang den Baltazzis der Aufstieg in die "Erste Gesellschaft" der Hocharistokratie nicht. Nach dem Tod von Helenes Tochter Mary Vetsera am 30. Januar 1889 in Mayerling fiel die Familie Baltazzi schließlich in Ungnade beim Kaiser und beim hohen Adel. Den Brüdern wurde eine Verwicklung in der Tragödie, bei der Kronprinz Rudolf und ihre Nichte Mary ums Leben kamen, vorgeworfen und sie wurden noch Monate lang von der Polizei beschattet. Helene hatte ihr Ansehen verloren. Nur die Brüder konnten, dank der Fürsprache von Prinz Eduard VII., noch von ihrem Ruhm als Pferdesportler zehren. Vor dem Ersten Weltkrieg verkauften die Baltazzis ihre Liegenschaften in Konstantinopel. Nach dem Krieg verloren sie schließlich auch ihre Besitzungen in Tschechien, wo Aristides 1886 ein Gestüt in Napajedla gegründet hatte.

## Personen
- Theodor Baltazzi (* 1788, † 1860), Bankier in Konstantinopel

- Alexander Baltazzi (* 1850 in Wien; † 24. November 1914)
- Aristide Baltazzi (* 13. Januar 1853 in Konstantinopel; † 24. Oktober 1914 in Wien)[6]
- Evelyne Baltazzi (1854–1901) ⚭ Georg Graf Stockau (1837–1922). Gemeinsam mit seinem Schwager Alexander Baltazzi holte er den Leichnam seiner Nichte Mary Vetsera aus Mayerling ab.[7]
- Charlotte Baltazzi (* 17. Juni 1856 in  Konstantinopel; † 15. Mai 1875 in Venedig), verheiratet mit Johann Ladislaus Ludwig Georg Maria Gobert Graf von Erdödy
- Hector Baltazzi (* 21. September 1851 [evtl. 1854?] in Therapia, Konstantinopel; † 2. Januar 1916 in Wien), Rennreiter, Vater des Dirigenten Clemens Krauss
- Heinrich Baltazzi  (* 5. August 1858 in Therapia, Konstantinopel; † 17. Februar 1929 auf Schloss Leesdorf bei Baden)
- Helene Vetsera (* 29. Mai 1847 in Marseille als Hélène Baltazzi; † 1. Februar 1925 in Wien)